# Sinophasma hainanensis
Sinophasma hainanensis är en insektsart som beskrevs av Liu, S.L. 1987. Sinophasma hainanensis ingår i släktet Sinophasma och familjen Diapheromeridae. Inga underarter finns listade i Catalogue of Life.